# 片貝健志
片貝 健志（かたがい たけし、1999年5月21日 - ）は、日本の元子役である。
東京都出身。ファイブ☆エイトに所属していた。血液型O型。

## 出演

### 映画
- アキレスと亀（2008年、北野武監督作品）

### テレビドラマ
- トミカヒーロー レスキューフォース 第41話（2008年、テレビ東京）石黒鋭二（少年時代） 役
- まるまるちびまる子ちゃん（2007年 - 2008年、フジテレビ）山根つよし 役